# Sparta (2022)
Sparta ist ein österreichisch-deutsch-französisches Filmdrama von Ulrich Seidl aus dem Jahr 2022 mit Georg Friedrich. Es handelt sich um das „Bruderstück“ zu Seidls Film Rimini, der auf der Berlinale 2022 im Wettbewerb um den Goldenen Bären uraufgeführt wurde.
Anfang September 2022 veröffentlichte Der Spiegel Recherchen, nach denen Kinder bei den Dreharbeiten ausgenutzt worden seien und Eltern unzureichend über die Inhalte des Films informiert gewesen sein sollen. Weitere Vorwürfe wurden knapp zwei Wochen später im Wiener Falter veröffentlicht. Seidl wies die Vorwürfe zurück.
Die ursprünglich geplante Weltpremiere beim Toronto International Film Festival 2022 wurde nach Bekanntwerden der Vorwürfe abgesagt. Die Premiere fand daher Mitte September 2022 im Rahmen des Festival Internacional de Cine de San Sebastián statt, wo der Film in den Wettbewerb um die Goldene Muschel eingeladen wurde. Im Oktober 2022 wurde der Film auf dem Filmfest Hamburg gezeigt. Eine Aufführung auf der Viennale folgt. Der österreichische Kinostart ist für das Frühjahr 2023 geplant. Am 18. Mai 2023 soll der Film in die deutschen Kinos kommen.
Auf dem International Film Festival Rotterdam wurden die Werke Rimini und Sparta erstmals in einer 205 Minuten langen verschränkten Fassung unter dem Titel WICKED GAMES Rimini Sparta gezeigt.

## Handlung
Ewald ist vor einigen Jahren nach Rumänien gezogen. In seinen Vierzigern sucht er einen Neuanfang, verlässt seine Freundin und zieht ins Hinterland.
Mit den Burschen aus der Gegend gestaltet er eine verfallende Schule in eine Festung um. Die Buben genießen dort eine unbeschwerte Existenz, die sie so nicht kannten.
Allerdings wächst bald das Misstrauen der anderen Dorfbewohner, und Ewald muss sich einer Wahrheit stellen, die er lange verdrängt hat.

## Produktion und Hintergrund
Die Dreharbeiten zu den beiden Filmen Rimini und Sparta fanden unter dem Arbeitstitel Böse Spiele an 85 Drehtagen ab dem Frühjahr 2017 bis zum Sommer 2019 in Österreich, Italien, Rumänien und Deutschland statt. Darsteller Hans-Michael Rehberg starb im November 2017.
Produziert wurde der Film von der österreichischen Ulrich Seidl Filmproduktion GmbH, in Koproduktion mit der deutschen Essential Film GmbH und der französischen Société Parisienne de Production. Unterstützt wurde die Produktion vom Österreichischen Filminstitut, vom Filmfonds Wien, von Filmstandort Austria, vom Land Niederösterreich, von der Mitteldeutschen Medienförderung, von der Medienboard Berlin-Brandenburg GmbH, Eurimages sowie Emiglia Romagna Italian Tax Credit. Beteiligt waren der Österreichische und der Bayerische Rundfunk sowie Arte.
Die Kamera führten Wolfgang Thaler und Serafin Spitzer. Für den Ton war Klaus Kellermann verantwortlich, für das Kostümbild Tanja Hausner, für das Szenenbild Andreas Donhauser und Renate Martin und für das Casting Henri Steinmetz.
Neben Sparta mit Ewald als zentraler Figur entstand unter dem Titel Rimini ein weiterer Film mit Ewalds Bruder Richie Bravo als Hauptfigur. Ursprünglich war unter dem Arbeitstitel Böse Spiele ein längerer Film über das Brüderpaar geplant, Seidl entschied später im Schnittprozess, daraus mit Rimini und Sparta zwei getrennte Arbeiten zu machen. Zudem verzögerte sich der Start wegen der COVID-19-Pandemie. Ähnlich wie bei der Paradies-Trilogie wurde Böse Spiele ursprünglich als ein Film geschrieben, die einzelnen Handlungsebenen sollten parallel, vernetzt und abwechselnd erzählt werden.
Laut Seidl ist die Handlung von einer wahren Geschichte inspiriert, die in Nordrumänien stattgefunden hat.

### Vorwürfe über Ausbeutung von Kindern
Am 2. September 2022 – eine Woche vor der geplanten Weltpremiere – veröffentlichte der Spiegel das Ergebnis einer achtmonatigen Recherche in Rumänien. Eltern von minderjährigen Laiendarstellern behaupteten in Gesprächen mit dem Spiegel, Seidl habe ihnen gegenüber nicht offengelegt, dass eine der Filmthematiken Pädophilie ist. Produktionsassistentinnen hätten Druck auf die Kinderdarsteller ausgeübt und diese ohne Vorbereitung in traumatisierende Szenen geschickt.
Ein Kind eines alkoholkranken Vaters sei gezielt gecastet und in einer Szene mit einem Alkoholiker getriggert worden, um die Szene authentischer zu machen. Weitere Vorwürfe betrafen Nacktheit, Gewalt und zu lange Arbeitszeiten. Ein Kind sei gedrängt worden, sich das T-Shirt auszuziehen, ein weiteres hätte sich übergeben und auch als ein Kind zu weinen begann, hätte Seidl zehn Minuten weiter gedreht. Für einzelne Kinder hätten sich die gefilmten Situationen aufgrund von Seidls Techniken real angefühlt. Ein Vater sagte laut Spiegel: „Ich glaube, sie haben uns betrogen, weil wir arm sind.“ Seidl wies die Vorwürfe als Gerüchte und aus dem Kontext gerissene Vorkommnisse zurück. Seine Arbeitsweise werde diffamiert, zudem unterstelle der Spiegel ihm unzutreffende Intentionen. Die ethischen und moralischen Grenzen seien bei den Dreharbeiten nicht überschritten worden.
Die geplante Uraufführung von Sparta beim Toronto International Film Festival wurde nach Bekanntwerden der Vorwürfe abgesagt. Das Filmfestival von San Sebastián, an dem die europäische Erstaufführung stattfinden soll, teilte dagegen mit, an der Vorführung festzuhalten, solange kein Gerichtsbeschluss vorliege. Laut Festivaldirektor José Luis Rebordinos sei dieser Film eine von Seidls besten Arbeiten, ein herausragender, sehr eleganter Film und alles, was den Betrachter verstören oder schockieren könnte, sei im Off. Seidl selbst reiste nicht nach San Sebastián, da ansonst seine „Anwesenheit die Rezeption des Films überschatten könnte“.
Stefan Grissemann, langjähriger journalistischer Beobachter der Arbeit Seidls, veröffentlichte im Profil am 10. September einen Artikel, in dem mehrere Mitarbeiter von Sparta zu Wort kamen, die die Vorwürfe zurückwiesen, unter anderem die Kostümbildnerin Tanja Hausner und der Kameramann Wolfgang Thaler. Sie bezeichneten den Umgang mit den Kindern als „respektvoll“, betonten, dass die Kinder durchwegs gut betreut gewesen seien und die Stimmung der Kinder am Set „sehr gut und lustig“ gewesen sei. Deutlich anders schilderten Mitarbeiter von Sparta die Situation im Wiener Falter, wo am 14. September neue Vorwürfe publik wurden. Eine Übersetzerin sei angewiesen worden, den Familien nicht zu verraten, dass es in dem Film um Pädophilie gehe. Zudem berichtete die Übersetzerin, sie habe ohne Ankündigung und ohne pädagogische Ausbildung die Betreuung von Kindern übernehmen müssen. Einen ausgebildeten Kindercoach habe es nicht gegeben. Ein weiterer Mitarbeiter erzählte dem Falter, dass Hauptdarsteller Georg Friedrich in einer Szene mit Kindern im Auto gefahren und dieses ins Schleudern geraten sei. Ein Kind mit Fieber habe das Set stundenlang nicht verlassen dürfen, zudem wären bewusst Kinder aus zerrütteten Verhältnissen gecastet worden. Ein erwachsener Alkoholiker habe vor dem Dreh stundenlang in einem Gasthaus gesessen, um dann betrunken mit einem Kind eine Szene zu spielen. Zudem widersprach ein Mitarbeiter explizit den Aussagen, die im Profil getätigt wurden. Die Interviewpartner des Profils, die alle seit vielen Jahren mit Seidl arbeiten, wären bei den besagten Situationen mit den Kindern gar nicht dabei gewesen.
Beim Filmfest Hamburg 2022 sollte Seidl ursprünglich den Douglas-Sirk-Preis erhalten, aufgrund der Vorwürfe habe man sich dazu entschieden, den Preis nicht zu verleihen. Sparta soll aber dennoch gezeigt werden.
Der Verband Filmregie Österreich forderte eine adäquate Prüfung der Vorwürfe und warnte vor Vorverurteilungen. Das Österreichische Filminstitut kam im Dezember 2022 zu dem Ergebnis, dass aus förderungsrechtlicher Sicht keine vertraglichen Pflichtverletzungen nachgewiesen werden konnten und daher keine Förderungen zurückgefordert wurden.

## Auszeichnungen und Nominierungen
Festival Internacional de Cine de San Sebastián 2022
- Einladung in den Wettbewerb um die Goldene Muschel[2][3][4]